# 教皇使节

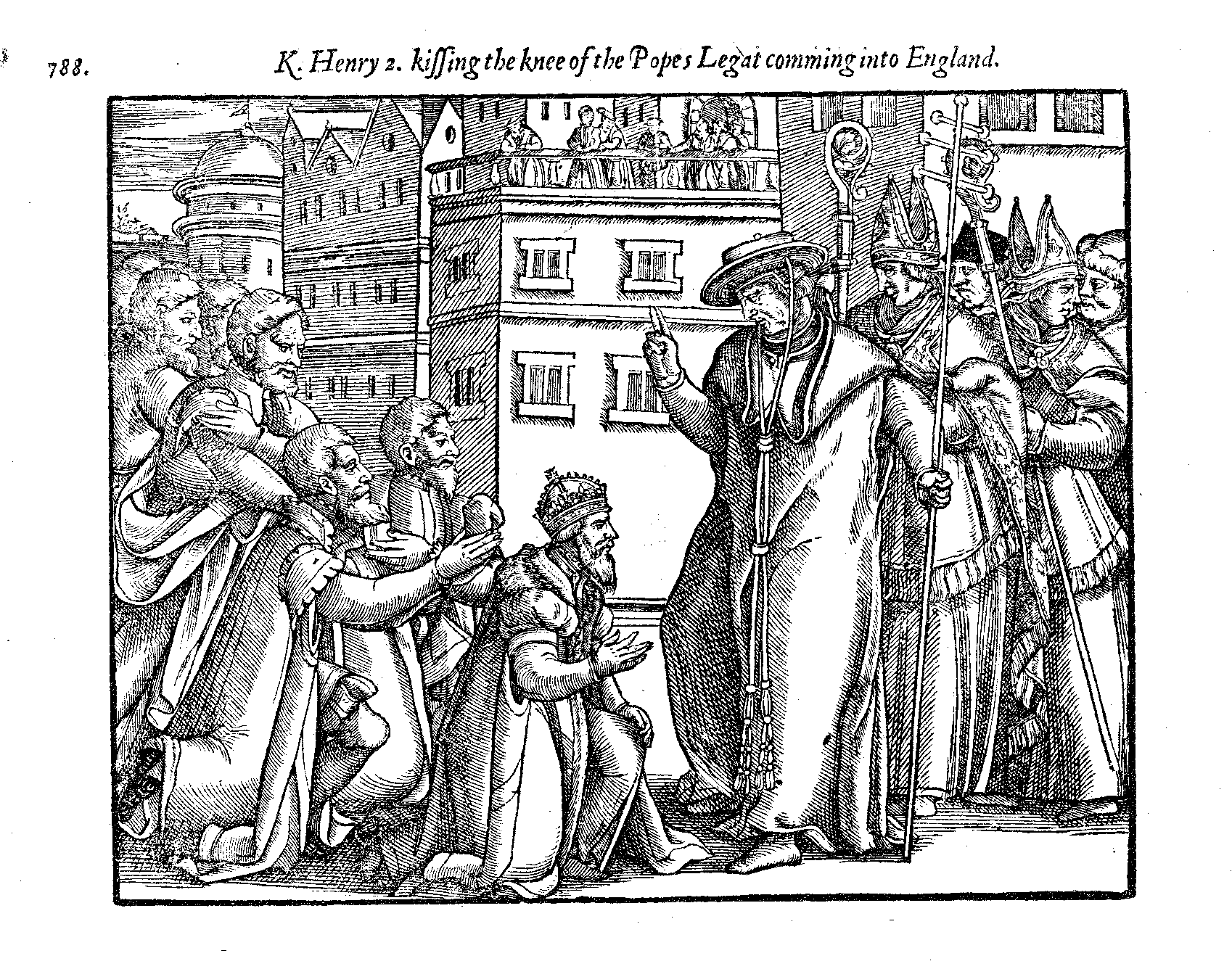
英格兰的亨利二世向教廷使节致意。

教皇使节是罗马教皇派往外国的使节，由教皇直接任命，有权处理重大天主教会事务。

## 历史

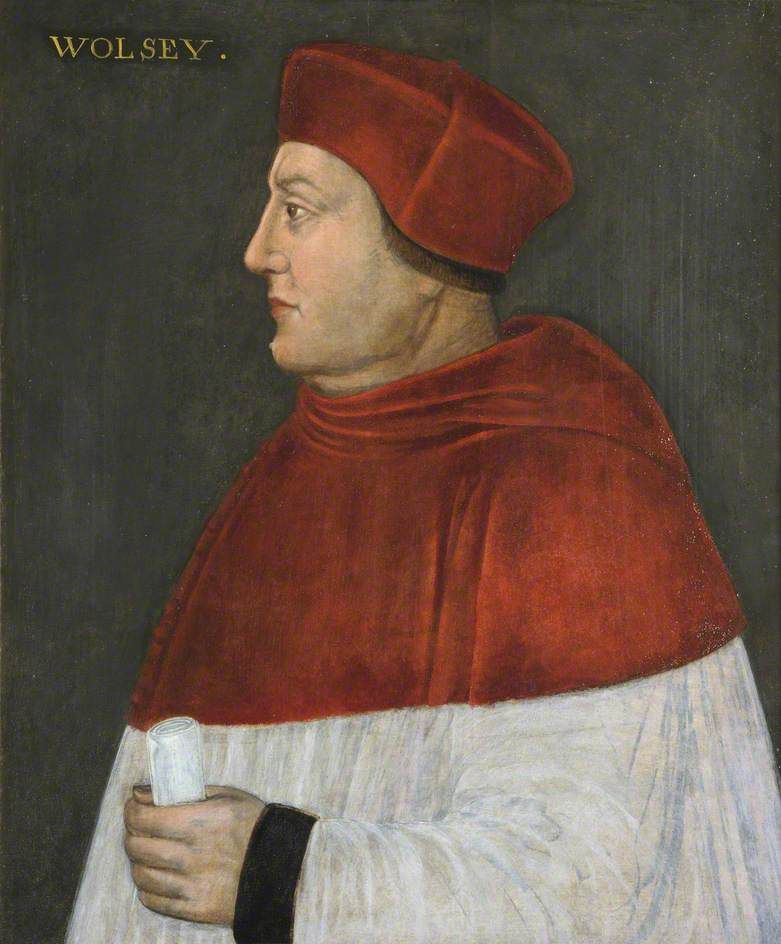
红衣主教托马斯·沃尔西是亨利八世统治时期的教皇驻英格兰使节

在中世紀中期，教皇使节的作用是加强罗马与基督教世界的联系。通常情况下，使节一般由非目标国国籍人士担任。但到了中世紀後期，任命当地神职人员担任教皇使节成为常见做法，例如红衣主教沃尔西担任英格兰亨利八世的教皇使节。政策转变的原因可能是宗教改革，这时任用外国人可能会导致争议。 
教皇使节可以召集使节大会（legatine council）来处理教会事务。根据教皇額我略七世的说法，教皇使节“地位高于所有与会主教，即使其品秩较低，也可以宣判对方死刑”。

## 级别
教皇使节有多个等级：

### 圣座大使

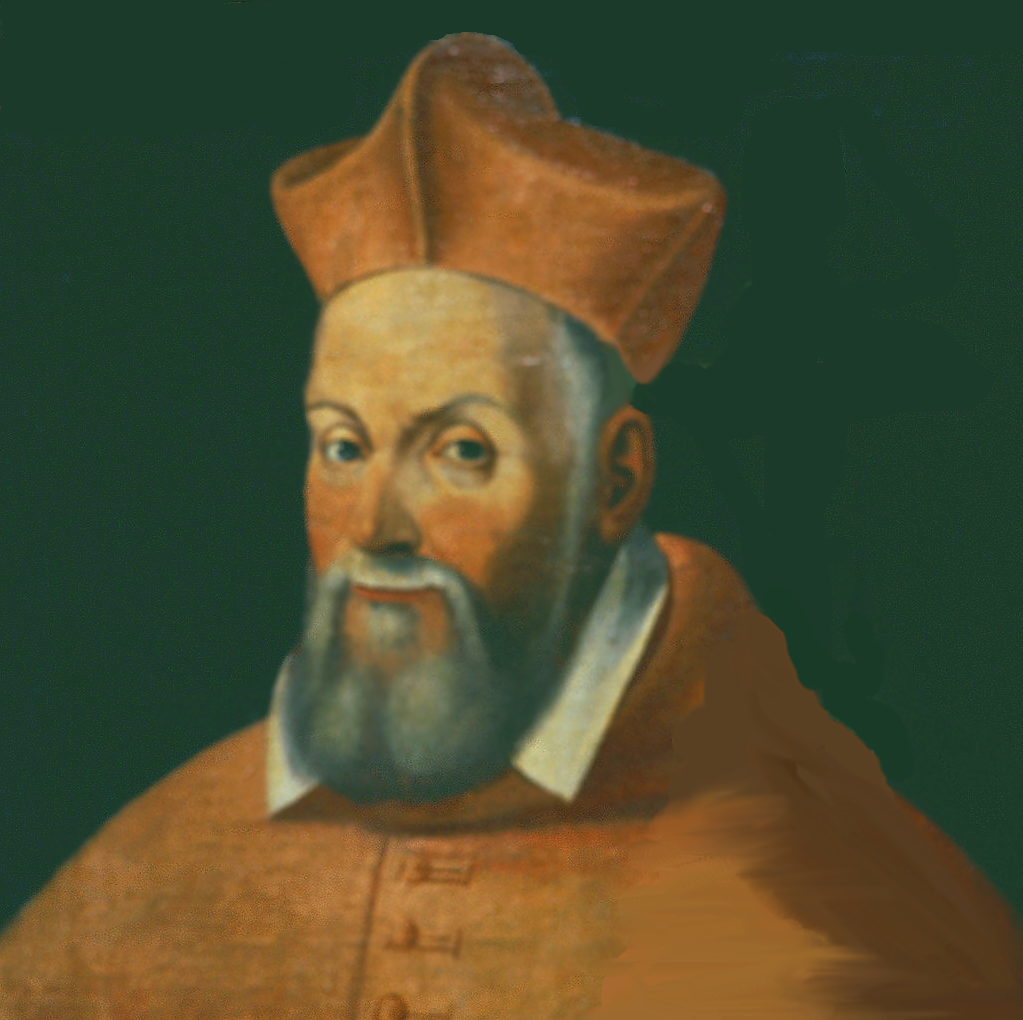
红衣主教Giovanni Francesco Commendone是乌尔比诺、费拉拉、威尼斯、帕尔马和英格兰的圣座大使。

今天最常见的教皇使节形式是圣座大使，在国际外交中等于特命全权大使。

### Legati

#### Legatus a latere
此头衔通常授予红衣主教级别的神职人员，可以全权代表教皇。 

#### Legatus natus
字面意思是“天生的使节”，即不是专门提名，而是其职位本身自带使节权力，如坎特伯雷（改革前）、布拉格、埃斯泰尔戈姆、乌迪内、萨尔茨堡、格涅兹诺和科隆的大主教。他们自动成为教皇在该教省的代表，只有在特殊情况下才会派出Legatus a latere 。尽管与后者相比，他们权力有限，但不从属于后者。

#### Legatus missus
字面意思是“派遣的使者”，是为完成特定任务而派遣，权力有限、任期很短。